# 喜来の滝
喜来の滝（きらいのたき）は、徳島県牟岐町にある喜来川の滝。落差は7m。とくしま水紀行50選選定。別名は不動の滝。

## 地理
牟岐川の支流である喜来川にある滝で、下に行くほど急な斜面となる岩盤の上を流れ落ちていく。
また別名を不動の滝といい、とくしま水紀行50選に選定されている。かつてはこの滝の水を使って、牟岐町名産のういろうが作られていた。

## 交通
- JR牟岐線「辺川駅」より車で約10分。